# Hippia mandela
Hippia mandela är en fjärilsart som beskrevs av Druce 1887. Hippia mandela ingår i släktet Hippia och familjen tandspinnare. Inga underarter finns listade i Catalogue of Life.

## Bildgalleri

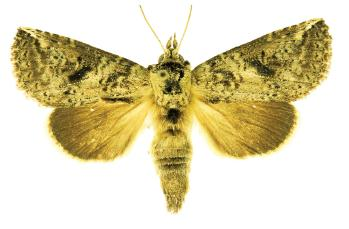
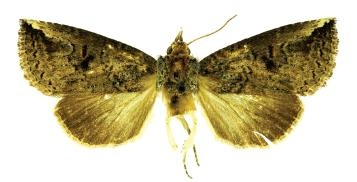